# Пешич, Светислав
Све́тислав Пе́шич (серб. Светислав Пешић; род. 28 августа 1949, Нови-Сад) — югославский и сербский баскетболист и тренер.
Один из самых титулованных тренеров в Европе. Он выиграл два золота на чемпионатах Европы (1993 — с Германией, 2001 — с Югославией), золото чемпионата мира (2002 — с Сербией), титул чемпиона Евролиги (2003 — с «Барселоной»). В 2007 году вместе с клубом «Жирона» (Испания) завоевал Кубок вызова ФИБА. Член Зала славы ФИБА (2020).

## Достижения
- Чемпион мира: 2002
- Чемпион Европы: 1993, 2001
- Кубок чемпионов: 1979 (как игрок), 2003
- Орден Звезды Карагеоргия II степени (2022)[3].
- Орден Негоша I степени (2024, Республика Сербская, Босния и Герцеговина)[4]